# Die verschenkte Frau
Die verschenkte Frau ist eine komische Oper in drei Akten von Eugen d’Albert. Das Libretto verfasste Rudolf Lothar. Uraufführung der Oper war am 6. Februar 1912 an der Hofoper Wien.

## Handlung

### Erster Akt
Antonio, der Gastwirt, hat die schöne und tugendhafte Beatrice zur Frau und verfolgt sie mit einer unberechtigten Eifersucht. Die geplagte Ehefrau beschließt auf Anraten des Kapuziners Fra Angelico in ihrer Not, zu der Schutzheiligen aller sittsamen Ehefrauen, zu der heiligen Anna, zu wallfahren. In derselben Nacht, in der sie diese Wallfahrt unternimmt, kommt ihre Schwester, welche ihr zum Verwechseln ähnlich sieht, in der Stadt Frascati an. Felicia, ein schelmisches Mädchen, hat mit der Gauklertruppe des Zacometto, den zu heiraten der Vater ihr nicht erlauben wollte, das Elternhaus verlassen. Sie erfährt, wie sehr ihre edelsinnige Schwester unter der Eifersucht des Gemahls zu leiden hat, und nimmt sich vor, den Schwager von seiner Leidenschaft zu bekehren.

### Zweiter Akt
In den Kleidern ihrer Schwester spielt sie in deren Hause die Gebieterin, tritt dem Schwager sehr energisch entgegen und kokettiert mit den Gästen – es sind dies natürlich nur Zacometto und einige Mitglieder seiner Gauklertruppe. Antonio ertappt sie dabei und erklärt in seiner Wut, die Ungeratene möge fortan dem Liebhaber gehören, dem sie ihre Gunst zu erweisen scheint.

### Dritter Akt
Antonio lauscht ganz fassungslos unter dem Fenster des Gemaches, in dem Felicia, die er für seine Gattin Beatrice hält, mit ihrem Manne, dem Gaukler Zacometto, weilt. Am nächsten Morgen versöhnt sich Felicia mit ihrem Vater und verschafft auch ihrer Schwester Terese einen Mann. Zum Schluss kehrt Beatrice von der Wallfahrt zurück und klärt den Sachverhalt auf. Antonio erkennt das Spiel, das man mit ihm getrieben hat, freut sich, seine Frau unbescholten wiederzuhaben, und gelobt, in Zukunft nicht mehr eifersüchtig zu sein.